# Distrito Especial (banda)
Distrito Especial o simplemente Distrito es un grupo colombiano de rock, caracterizado por la fusión de elementos del folclor musical colombiana con el rock. Su nombre alude a la denominación que recibió el Distrito Capital de Bogotá entre 1954 y 1991. Curiosamente en 1993, Barranquilla la ciudad natal del baterista, Einar Escaf se convirtió en Distrito Especial.

## Historia
En 1986 Bernardo Velasco (guitarra y voz) y Carlos Iván Medina (teclados y voz) consolidaron su relación musical con la formación de Distrito Especial, inicialmente como dúo que componía sus propias canciones.  Amigos y vecinos de infancia, crecieron haciendo música en diversos proyectos, en algunos de los cuales había participado Einar Escaf (batería y voz). El interés musical del trío venía principalmente del rock progresivo: Bernardo y Einar aparecieron en lugares emblemáticos de los ochenta como el club de jazz, Doña Bárbara interpretando música de Genesis, Yes, Gentle Giant y King Crimson. Carlos Iván y Einar (con Jorge Alberto Guerrero en el bajo) interpretaron parte de Pictures at an Exhibition a la manera del grupo inglés EMERSON LAKE & PALMER para una gira del BANCO DE LA REPUBLICA (Cuadros para una Exposición de Modest Músorgski) presentado por las Juventudes Musicales de Colombia. Otra fase de sus influencias venía directamente del rock nacional argentino, fundamentando este el hecho de cantar con orgullo en español y de la pluma de Luis Alberto Spinetta, Charly García, Fito Páez, Miguel Cantilo, Para el año de 1982 Bernardo y Carlos Iván (al lado de Patricio Reig –voz líder- , Juan Carlos Cardenas –bajo- y Álvaro Arango “coque” –batería- harían un fin de semana en el Bar SAN ANTONIO ROSE cantando repertorio del rock argentino (Seru Giran, Sui Generis, Spinetta…..) es importante anotar que en ese año (82) la banda Bogotana Compañía Ilimitada aún cantaba en inglés; y en general en todos los bares se cantaba en inglés….La última fase de sus influencias vienen de la localidad y ejemplificada en una banda de rock bogotana llamada CASCABEL. Banda poco conocida en el norte bogotano (donde se escuchaba todo en inglés). Fueron ellos, con su tema EN EL BUS y LA BANDA NUEVA (otra banda Bogotana de influencia poderosa) con su tema EL BLUES DEL BUS los que inspiraron el tema de DISTRITO El Bus del Blues. Realmente cuando Bernardo y Carlos Iván conocieron a CASCABEL, el tecladista se había ido a vivir a Los Ángeles y entonces funcionaban como un power trio (bajo guitarra y batería). Carlos Iván toco con ellos a sus 17 años en un concierto en el teatro ARTE DE LA MÚSICA de Bogotá, hoy TEATRO LIBRE DE CHAPINERO.
Para comienzos de 1987, Bernardo y Carlos Iván ya tenían suficiente repertorio para interesar a Einar y salir a presentarse.  Durante ese año el trío se fogueó en reuniones sociales, presentando su material nuevo y aportando sus improvisaciones como música bailable.  Para 1988, con el aporte de Einar, el trío ya tenía una identidad propia y aparecía en público frecuentemente (en lugares como LA CASONA y ESTACIÓN CENTRAL en plana calle 10 del barrio de La Candelaria).
La primera presentación oficial del grupo ocurrió el 9 de abril de 1988, durante la conmemoración del cuadragésimo aniversario del asesinato de Jorge Eliecer Gaitán, día en el que se realizó una ceremonia de traslado de sus restos acompañada por un concierto del grupo que interpretó la canción “OJALÁ” de Piero a petición de la nieta de Jorge E. Gaitán. 
En 1989, el grupo presentó su nuevo material en conciertos, entre los cuales destacaron su participación en el, “Ciclo de Pop Latino” del Museo de Arte Moderno (MAM) y abrirle a Charly García en su primera gira por Colombia, en las Plazas de toros “La Santa María”  en Bogotá y “La Macarena” en Medellín. 
En medio del boom mediático del rock en español ese año, atrajeron el interés del sello CBS y grabaron el álbum DE-Mentes.
DISTRITO ESPECIAL: 	        MENTES    (1989)
LADO D
1	BOGOTÁ				Carlos Ivan Medina
2	HAREQUIPE			Bernardo Velasco
3	VOY A MARTE			Bernardo Velasco, Einar Escaf, Carlos Iván Medina 
4	EL TIEMPO ES UNA CURVA	Carlos Iván Medina 
5	CAI POLICÍA			Carlos Iván Medina
LADO E
1	MENTES				Bernardo Velasco
2	POBRE VIEJECITA		Bernardo Velasco, Carlos Iván Medina
3	EL ESCUSADO			Bernardo Velasco
4	EL CAMIÓN				Carlos Iván Medina
Este trabajo contó en su totalidad con canciones inspiradas en diferentes elementos del paisaje urbano bogotano como “El escusado” (que llegó a número uno en la radio de Bucaramanga) y “CAI Policía”, (ambas parodias de personajes urbanos). Aparecieron como invitados, Andrea Echeverri (haciendo coros) y Toño Arnedo (saxofón), fue grabado en William Constaín Estudios con el ingeniero Juan Antonio Castillo.
Entre 1990 y 1992, Distrito Especial, al igual que los otros grupos de la época se recluyó de la violencia que trajo el narco-terrorismo.  Se dedicó a experimentar más a fondo con instrumentos y elementos autóctonos.  Añadieron la gaita, el alegre y el llamador, instrumentos propios de la Cumbia colombiana de la costa atlántica (interpretados por Jan Betancourt y Gilbert Maró Martínez).  También participaron Juan Carlos “El Chato” Rivas (bajo), Fernán Cardona (percusión electrónica) y Mauricio Jaramillo (Saxo).  Con estos integrantes, la banda grabó material inédito (aún) en el estudio de Oscar Acevedo, quien obró como productor y patrocinador.  El trabajo se presentó sobre todo en lugares del barrio La Candelaria como, La Casona, Estación Central y el Teatro La Candelaria, como también en el Teatro Los Ladrillos en Chía.
Durante 1993, el grupo retornó gradualmente a su tamaño original pero con un lenguaje más impregnado del folclor colombiano.  Bernardo Velasco anuncio planes de viajar por un tiempo prolongado a Inglaterra.  Carlos Vives, quien siempre le había seguido la pista al grupo, propuso, produjo y patrocinó la grabación del álbum Documento (para capturar y divulgar ese material).
DOCUMENTO: Álbum grabado en 1994 en ESTUDIO MASTER con Juan Antonio Castillo de ingeniero de grabación y mezcla con la asistencia de Richard Blair . Fue editado en 1996
1	Bus del Blues		Bernardo Velasco
2	Cristal			Carlos Iván Medina, Bernardo Velasco
3	S. A. D.			Carlos Iván Medina
4	Candelaria			Carlos Iván Medina
5	Top Fori			Escaf, Velasco, Medina
6	Cai-Policía			Carlos Iván Medina
7	Bogotá			Carlos Iván Medina
8	Cachivaches		Escaf, Velasco, Medina
9	Pobre Viejecita		Bernardo Velasco, Carlos Iván Medina
10	Estupro		 	Bernardo Velasco, Carlos Iván Medina
Con este disco, Distrito Especial formó parte del nacimiento del sello, Gaira Música Local (GML).  El trabajo promocional incluyó la producción del video, Candelaria (https://www.youtube.com/watch?v=U8q3F1KMJIM) y apariciones con Carlos Vives y La Provincia en la Plaza de Bolívar por los 456 años de la fundación de Bogotá.
Documento continuó con la propuesta lírica de su trabajo anterior con temas como El bus del blues (una caricatura del transporte público) o Candelaria (un homenaje a la histórica localidad de Bogotá).
A pesar de su “aparente disolución”(más bien Geográfica), el grupo ha realizado varias reuniones de sus integrantes desde cuando hicieron parte de Rock al Parque en octubre del 2003.  En el 2006 aparecieron con Teto Ocampo como bajista en BTA, el bar de Augusto Tamayo y también ese año, fueron invitados de Carlos Vives y La Provincia en el estadio El Campin, durante la gira de, El Rock de Mi Pueblo.
En los años siguientes desarrollaron material nuevo, a menudo a distancia hasta que en el 2017 grabaron una selección de canciones nuevas en el estudio de Einar Escaf en Barranquilla y en el nuevo estudio Rio Grande de Gaira.  Juan Carlos Rivas contribuyó con pistas de bajo en 5 canciones y posteriormente, fue mezclado por el ingeniero argentino, Eduardo Bergallo.
El grupo apareció ejecutando El Blues del Bus en la producción de Carlos Vives, La Ilíada Vallenata para el festival Vallenato de Valledupar, que fue en homenaje a él en el 2018.  Meses después, tanto el nuevo trabajo, que se llama, Eso Es (Distrito), como los álbumes anteriores, D.E. Mentes y Documento fueron re-masterizados para ser divulgados bajo el auspicio de GML, que renace con otros nuevos artistas en marzo de 2019.
Con el regreso de Bernardo Velasco a Colombia, se anticipa que el grupo aparecerá más frecuentemente y seguirá produciendo material nuevo.

## Legado
- Inmediatamente después de su disolución, la crítica ubicó a Distrito dentro de las principales bandas de rock colombiano, debido al carácter innovador de su propuesta.[1]
- Carlos Vives ha considerado al grupo Distrito Especial como la principal influencia de su proyecto La Provincia. En una entrevista concedida en 2002, dijo:

(Distrito) es la banda de rock colombiano que a mí más me ha gustado porque era muy cercana a la corriente del rock argentino pero con temáticas nuestras. Incluso ellos ya mezclaban tamboras y gaitas. Bernardo Velazco (sic) y Ernesto Ocampo descubrieron el patrón roquero de la cumbia en la guitarra eléctrica Stratocaster
Carlos Vives, Revista Semana, 2002

- En 2003, con ocasión del Festival Rock al Parque, la agrupación se reunió de nuevo e hizo parte del cartel de invitados especiales del festival.[3]

## Discografía
- D.E. Mentes (CBS, 1989)
- Documento (Sonolux/Gaira, 1995)